# Give Me a Sign
"Give Me a Sign" listado como "Give Me a Sign (Forever and Ever)" é uma canção gravada pela banda Breaking Benjamin.
É o segundo single do quarto álbum de estúdio lançado a 29 de Setembro de 2009 Dear Agony.

## Desempenho nas paradas musicais
| Parada musical (2010)              | Posições |
| ---------------------------------- | -------- |
| Estados Unidos - Rock Songs        | 9        |
| Estados Unidos - Alternative Songs | 10       |
| Estados Unidos - Billboard Hot 100 | 97       |